# Graycoated Morning
"Graycoated Morning" är en sång av David Fridlund. Den utgör andra spår på bandets andra studioalbum Until the Sadness Is Gone och utgavs också som andra singel från detta album 2003.
"Graycoated Morning" spelades in i Gula studio i Malmö. Den mastrades i Polar Studios av Henrik Johansson. B-sidan "Christmas Eve" var tidigare outgiven. Den spelades in i bandets replokal och mixades i Gula studion. Medverkande musiker var Fridlund, Conny Fridh, Alexander Madsen, Mikael Carlsson och Magnus Bjerkert. Omslagsfotot togs av Fridlund och singeln designades av Jörgen Dahlqvist, Fridlund och Bjerkert.
Singeln gavs ut som vinylsingel (7"). I januari 2004 utkom även en promotionsingel på CD som skickades till radiostationer.
"Graycoated Morning" låg en vecka på Trackslistans 18:e plats med start den 31 januari 2004.

## Låtlista

### 7"
Sida A
1. "Graycoated Morning" (singelversion) – 3:11

Sida B
1. "Christmas Eve" – 2:45

### Promotion-CD
1. "Graycoated Morning" (singelversion) – 3:10
2. "Christmas Eve" – 2:47

## Listplaceringar
| Lista (2004) | Topplacering |
| ------------ | ------------ |
| Trackslistan | 16           |